# Теплюк Михайло Олексійович
Теплю́к Миха́йло Олексі́йович (нар. 15 січня 1956, Тарасівка) — заслужений юрист України, керівник Головного юридичного управління при Верховній Раді України, член Конституційної Асамблеї, член Вченої ради Інституту законодавства Верховної Ради України, доктор юридичних наук, державний службовець II рангу.

## Життєпис
Народився в селі Мала Тарасівка, Броварського району Київської області

## Освіта
1978 року закінчив юридичний факультет Київського державного університету імені Тараса Шевченка за спеціальністю «правознавство».

## Трудова діяльність
Працював:
- 1978 — кафедра радянського державного будівництва і права Вищої партійної школи при ЦК КПУ; лаборант, молодший науковий співробітник;
- 1986 — Київський інститут політології і соціального управління (ліквідований у 1992 році[5]); голова профкому вищої партшколи;
- 1991 — Секретаріат Верховної Ради України; старший консультант, завідувач сектору юридичного відділу, заступник, перший заступник завідувача юридичним відділом, завідувачем юридичного відділу, керівник юридичного управління Секретаріату Верховної Ради України;
- 2000 — Головне юридичне управління Апарату Верховної Ради України; керівник;
- з 2002 і досі — заступник керівника Апарату Верховної Ради України.

Брав участь:
- у підготовці проєктів законів про представника Президента України(втратив чинність як антиконституційний), про місцеве самоврядування в Україні, про місцеве і регіональне самоврядування, про місцеві ради народних депутатів України та ін.[6]
- в опрацюванні Бюджетного, Кримінального, Митного, Цивільного кодексів України.

Очолював:
- групу експертів, яка підготувала проєкт закону про парламентську більшість і парламентську опозицію;
- експертну групу по забезпеченню діяльності тимчасової спеціальної комісії ВР України по опрацюванню проєктів законів про внесення змін до Конституції України.

Має близько 30 публікацій (брошури, глави у монографіях, статті), друкується у юридичному журналі «Право України».
Науковий інтерес — конституційне право, муніципальне право, парламентське право.

## Нагороди та відзнаки
- Заслужений юрист України (1998);
- Почесна грамота Кабінету Міністрів України (грудень 2000 р.)[2],
- Почесна грамота Верховної Ради України (серпень 2001 р.)[2],
- Подяка Голови Верховної Ради України у 2001 році,
- Срібна з позолотою пам'ятна медаль «Десять років Незалежності. Україна.1991-2001 рр.» у 2001 році,
- Орден Данила Галицького (січень 2006 р.)[2]
- Почесна грамота Верховної Ради України у 2006 році,
- Орден «За заслуги» ІІІ ступеня у 2012 році,
- Орден «За заслуги» ІІ ступеня у 2016 році,
- Орден «За заслуги» І ступеня у 2020 році[8].